# Monte Triona e Monte Colomba
Monte Triona e Monte Colomba este o arie protejată (arie specială de conservare — SAC, sit de importanță comunitară — SCI) din Italia întinsă pe o suprafață de 3.313 ha, integral pe uscat.

## Localizare
Centrul sitului Monte Triona e Monte Colomba este situat la coordonatele 37°42′37″N 13°19′47″E / 37.710144°N 13.329729°E.

## Înființare
Situl Monte Triona e Monte Colomba a fost declarat sit de importanță comunitară în septembrie 1995 pentru a proteja 2 specii de plante și 15 specii de animale. Situl a fost protejat și ca arie specială de conservare în decembrie 2015.

## Biodiversitate
Situată în ecoregiunea mediteraneană, aria protejată conține 9 habitate naturale: Păduri de stejar alb estice, Grohotișuri termofile și vest-mediteraneene, Păduri de Quercus ilex și Quercus rotundifolia, Pseudostepă cu ierburi și specii anuale de Thero-Brachypodietea, Galerii de Salix alba și de Populus alba, Lacuri eutrofice naturale cu vegetație de tip Magnopotamion sau Hydrocharition, Fânețe de joasă altitudine (Alopecurus pratensis, Sanguisorba officinalis), Pante stâncoase calcaroase cu vegetație casmofită, Tufărișuri termo-mediteraneene și de pre-deșert.
La baza desemnării sitului se află mai multe specii protejate:
- plante (2): Dianthus rupicola, Leontodon siculus
- păsări (15): ciocârlie-de-câmp (Alauda arvensis), Alectoris graeca whitakeri, fâsă-de-câmp (Anthus campestris), ciocârlie-cu-degete-scurte (Calandrella brachydactyla), erete alb (Circus macrourus), dumbrăveancă (Coracias garrulus), prepeliță (Coturnix coturnix), Falco biarmicus, Falco naumanni, sfrâncioc cu cap roșu (Lanius senator), ciocârlie de pădure (Lullula arborea), ciocârlie de bărăgan (Melanocorypha calandra), gaia neagră (Milvus migrans), pietrar mediteranean (Oenanthe hispanica), turturică (Streptopelia turtur)

Pe lângă speciile protejate, pe teritoriul sitului au mai fost identificate 57 de specii de plante, 2 specii de mamifere, 14 specii de nevertebrate, 4 specii de reptile.